# Punto critico (termodinamica)
In fisica e chimica, un punto critico di una sostanza è l'insieme di particolari condizioni di massima temperatura e massima pressione (dette temperatura critica e pressione critica) in corrispondenza delle quali una sostanza può esistere come miscela bifase gas-liquido.
In realtà il punto critico liquido vapore è solo un esempio fra tanti di punto critico che può esistere in fisica. In generale si parla di punto critico in tutti i sistemi meccanico-statistici in cui è presente una transizione di fase continua. Tali punti critici sono caratterizzati, fra le altre cose, dal fatto che la lunghezza di correlazione associata al sistema tenda a infinito in corrispondenza di tale punto, e ciò fa sì che il sistema diventi invariante di scala (e spesso anche invariante conforme). Il comportamento dei sistemi al punto critico può essere descritto da un insieme di  esponenti critici, e assume carattere di universalità. Altri esempi di transizioni di fase caratterizzate da un punto critico sono la transizione ferromagnete - paramagnete al punto di Curie, e la transizione alla superconduttività in assenza di campo magnetico esterno.

## Comparsa del punto critico in laboratorio

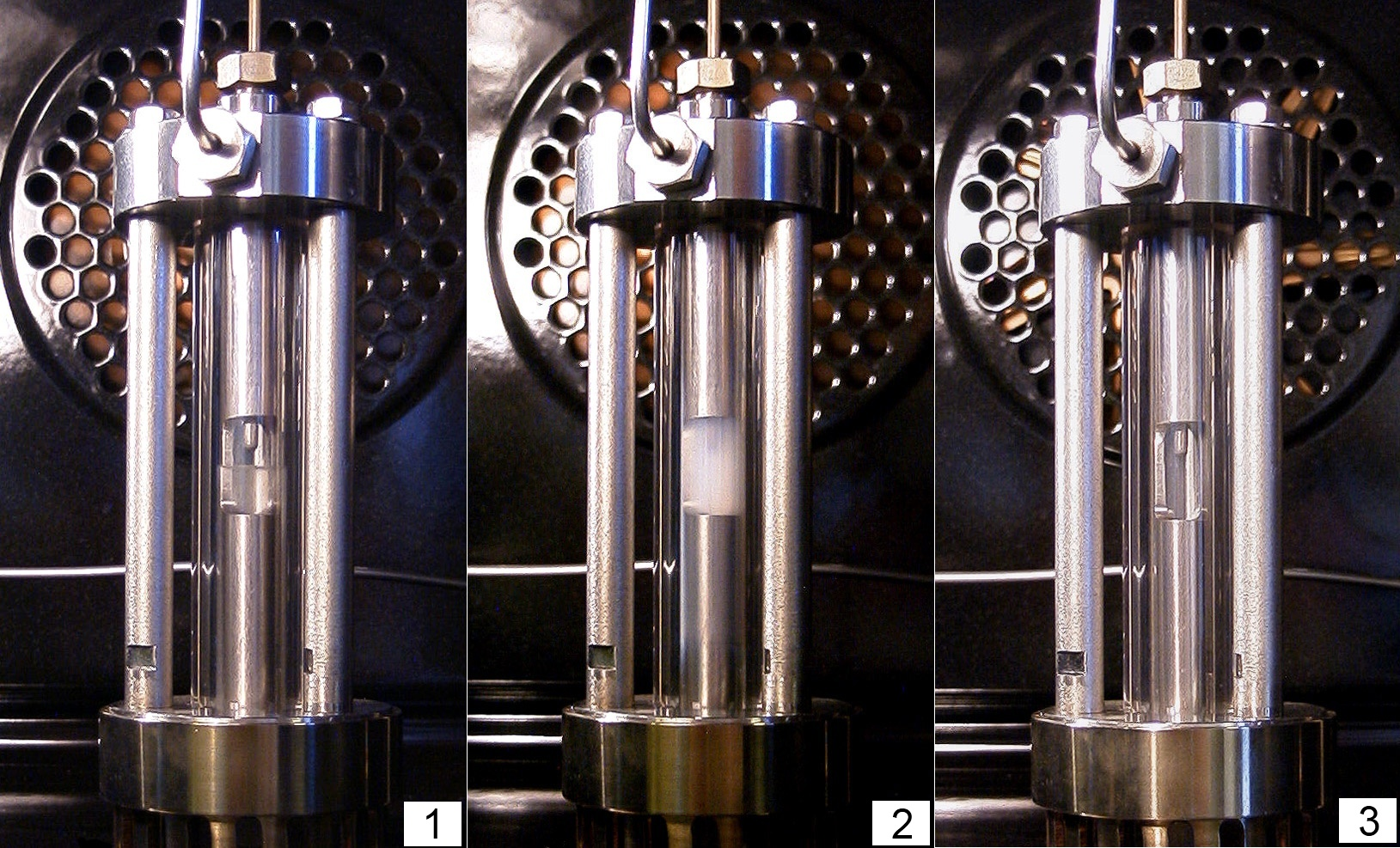
Ricerca del punto critico dell'etano: 1 - etano sotto al punto critico, con coesistenza delle fasi liquida e gassosa; 2 - etano al suo punto critico (32,17 °C, 48,72 bar), con tipico aspetto opalescente; etano supercritico, fluido.

Quando durante il riscaldamento una miscela bifase gas-liquido giunge alla temperatura critica si nota visivamente la scomparsa del cosiddetto "menisco", che costituisce l'interfaccia di separazione tra la fase liquida e la fase gassosa. Oltre tale punto non si parla più di gas e liquido, bensì di fluido supercritico.
Nel momento in cui un liquido viene riscaldato, la sua densità diminuisce, mentre la densità del vapore aumenta. Le densità del liquido e del vapore si avvicinano sempre di più fino a che non si raggiunge la temperatura critica, in corrispondenza della quale i valori della densità della fase liquida e della fase gassosa sono equivalenti.

## Nel diagramma di fase

Un tipico diagramma di fase, in cui è visibile la posizione del punto critico.

Nel diagramma di fase "tipico" riportato al lato, si nota che la linea di cambiamento di fase tra liquido e gas non continua indefinitamente. Il punto in cui questa termina è il punto critico. Ciò esprime il fatto che ad alte pressioni e temperature la fase gassosa diventa irreversibile.
Per l'acqua, il punto critico si ottiene ad una temperatura di 647 K (374 °C) e pressione di 22,064 MPa.
In un diagramma p-V, il punto critico corrisponde ad un punto di flesso, per cui:
{\displaystyle \left({\frac {\partial P}{\partial V}}\right)_{C}=0}
{\displaystyle \left({\frac {\partial ^{2}P}{\partial V^{2}}}\right)_{C}=0}
Nel caso specifico dell'equazione di Van der Waals, si ha: 
{\displaystyle P_{C}={\frac {a}{27b^{2}}}}
{\displaystyle \displaystyle {V_{C}=3Nb}}
{\displaystyle T_{C}={\frac {8a}{27bk_{B}}}}